# Chalvignac (groupe)
Pour les articles homonymes, voir Chalvignac.
Groupe Chalvignac est une entreprise industrielle d’envergure internationale dont le siège se trouve à Jarnac-Champagne en Charente-Maritime, France. Spécialiste mondial de la distillation, ce groupe est aussi présent sur le marché des remorques viticoles/agricoles, cuverie inox/fibre et depuis peu dans la distribution d’équipement du chai viticole. À l’origine créée au début du XXe siècle, l’entreprise initiale Chalvignac devint la pierre angulaire du groupe Nov-Tech en 1984 puis récemment changea de nom pour redevenir Groupe Chalvignac.

## Des savoir-faire

### Chaudronnerie

#### Distillation

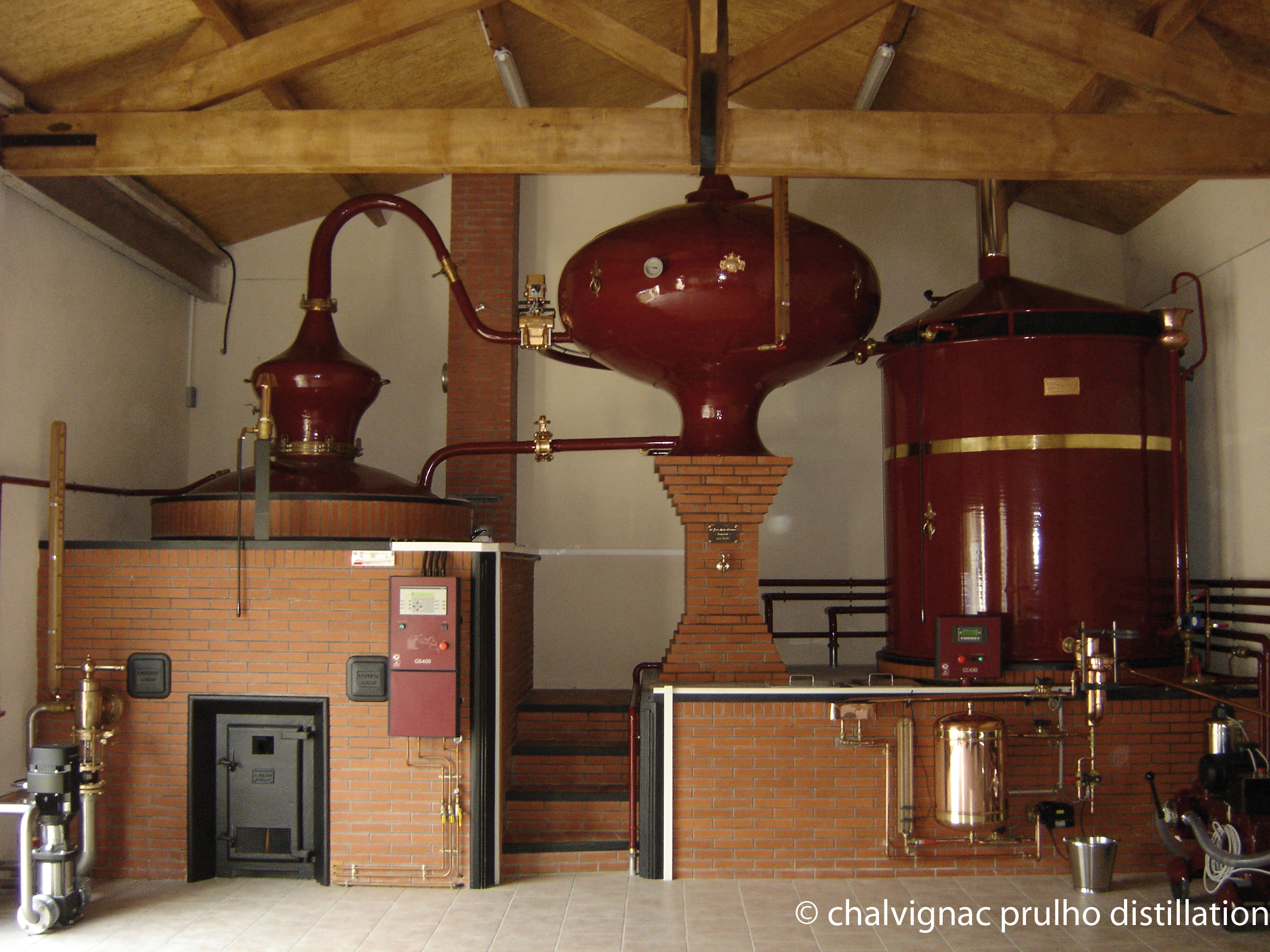
Alambic type « charentais » fabriqué par Chalvignac Prulho Distillation

Le cœur de métier de Chalvignac est l’alambic. Cet appareil est nécessaire à la distillation du Cognac, spiritueux emblématique de la région où est implantée la filiale chargée de la conception et production d’alambics : Chalvignac Process-Distillation. Son produit phare est l'alambic traditionnel charentais capable de distiller non seulement le cognac mais aussi le calvados, l'armagnac, le rhum, la tequila, le whiskey et autres brandies. En outre, Chalvignac Process Distillation fabrique des colonnes de distillation pour obtenir en particulier d'armagnac et autres alcools à simple distillation continue.
En parallèle de cette activité traditionnelle, Chalvignac produit des automatismes de haute technologie pour contrôler et informer sur le processus de distillation : températures et coupes de distillation (têtes, brouillis et queues).
Parmi ses clients, Chalvignac Process-Distillation compte les prestigieuses maisons de Cognac Hennessy, Martell, Courvoisier…

#### Cuverie

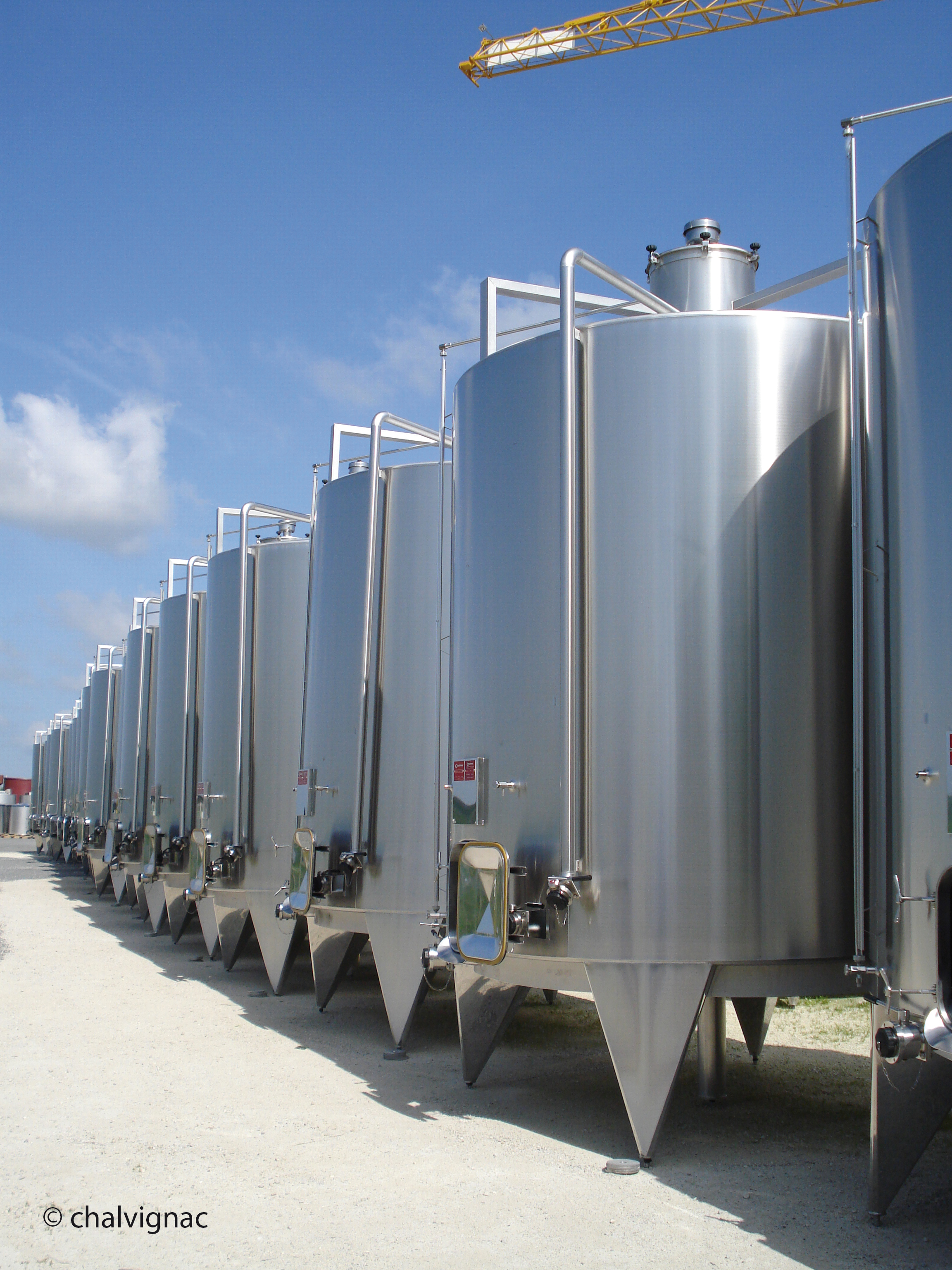
Alignement de cuves Chalvignac Inox

L'activité de cuverie est répartie en trois filiales, certaines cuves sont fabriquées pour le marché viticole et de spiritueux notamment Moët & Chandon mais aussi pour les groupes industriels produisant d’autres liquides alimentaires et non alimentaires.
Les cuves viti/vinicoles en inox sont produites par Chalvignac sur le site de Jarnac-Champagne.
Les cuves viti/vinicoles en matériaux composites sont produites par la filiale Sodipia basée à Saint-Médard de Mussidan, en Dordogne.
Les cuves industrielles inox à usage différent de celui de la vinification tel que l’alimentaire (chocolat) et le non-alimentaire (cosmétiques) sont fabriquées par la filiale Dabrigeon basée à Pérignac, en Charente-Maritime.

### Remorques
En plus de ses activités de chaudronnerie, le Groupe Chalvignac s’est récemment porté acquéreur d’entreprises spécialisées dans la production de remorques.
La première ayant intégrée le groupe Chalvignac est Simonneau C.C.M., basée à Sainte-Même, en Charente-Maritime. Cette entreprise est spécialisée dans la production de remorques agricoles et des portes-pressoirs à vin.
Par la suite, Chalvignac a acheté l'entreprise Maitre. Fraîchement arrivée dans le groupe, cette structure basée dans l’Allier a une activité de fabrication de remorques agricoles, plateaux fourragers et épandeurs à fumier.

### Équipement du chai

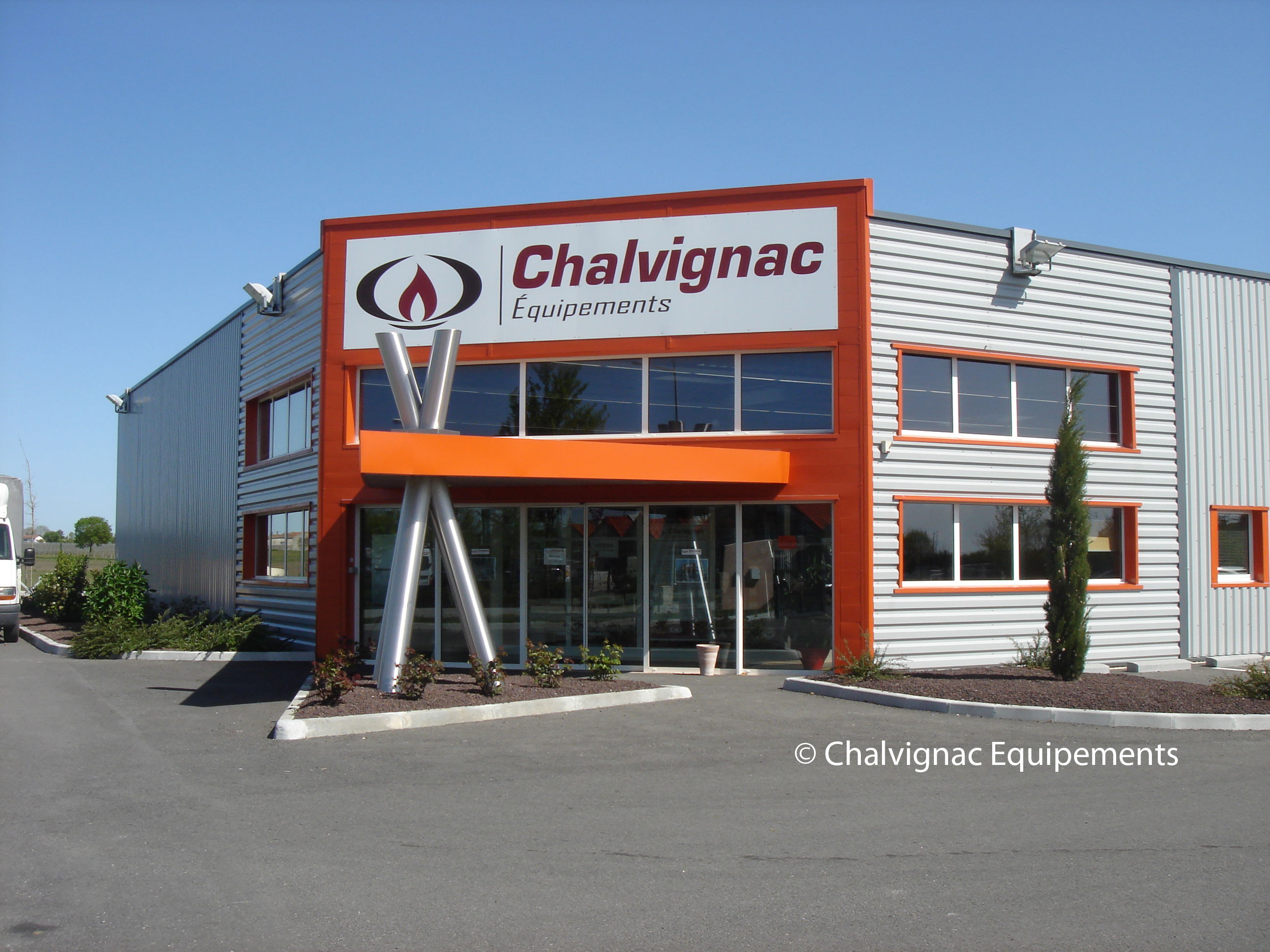
Magasin Chalvignac Equipements de Châteaubernard

Destinée principalement aux professionnels, l’entité commerciale Chalvignac Equipements, créée en 1991, propose de l'outillage viticole, des garde-vins et des pompes.